# Khamma
Khamma : légende dansée est une musique de ballet composée par Claude Debussy en 1911-1912. 

## Histoire
Il s'agit d'une commande de la danseuse canadienne Maud Allan signée le 30 septembre 1910 auprès du compositeur. 
Le livret d'origine dont l'action se situe en Égypte antique, qui s'intitule au départ Isis, puis dès novembre 1910, Khamma, est écrit par l'auteur britannique William Leonard Courtney (en), admirateur de Maud Allan, laquelle contribua à la rédaction.
Composée en 1911-12 sans être terminée, la partition fut complétée et achevée en janvier 1913 par Charles Koechlin, en raison de difficultés surgies entre Debussy et sa commanditaire, lequel trouva le projet de plus en plus pénible : il juge l'intrigue pauvre et ne supporte pas l'idée d'être joué dans un music-hall — i.e. le Palace Theatre de Londres. Tant et si bien, que, accaparé par Le Martyre de saint Sébastien, il ne se met au travail que fin 1911. Revenue d'une tournée, Maud Allan reproche en mai 1912 à Debussy d'avoir envisagé une œuvre trop courte, soit 20 minutes, au lieu de 30 à 40 minutes prévues par contrat. Durant l'été, Debussy vend les droits à son éditeur Jacques Durand. La situation s'envenime entre le musicien et la danseuse comme en témoigne cette lettre adressée par le musicien à son éditeur le 12 septembre 1912 :

« Choisnel m’a envoyé la réponse que vous avez décidé de faire à la détestable Maud Allan. Elle est parfaitement correcte ; pourtant je me permettrai d’insister sur la grossièreté de cette demoiselle. Il est inadmissible qu’elle puisse formuler des jugements que rien n’autorise et qu’elle emploie pour les formuler un style à peine convenable pour un bottier qui aurait mal compris sa commande. Ma dose de philosophie n’est probablement pas assez forte, car j’avoue mon profond écœurement dans ce débat… Et voilà cette demoiselle qui me donne des leçons d’esthétique, qui parle de son goût et de celui des anglais – ce qui dépasse la mesure. Encore une fois c’est à pleurer, ou mieux, c’est à la gifler ! Enfin sans aller jusqu’à cette extrémité on pourrait peut-être lui donner, au moins, une leçon de politesse. »

Debussy ne veut plus entendre parler du projet. Jacques Durand charge alors Koechlin d’achever l’orchestration, information tenue secrète jusqu'en 1947. En 1916, Maud Allan veut créer son Khamma sur la scène américaine avec des costumes d'Edmond Dulac, il lui faut 92 musiciens, c'est chose impossible d'après son chef d'orchestre Ernest Bloch. Prévenu par ce dernier, Debussy refuse dans un premier temps de re-orchester pour seulement 40 musiciens ; épuisé, malade, Debussy ne donna pas suite et Maud Allan annula son spectacle.
L'œuvre concertante fut créée en salle, six ans après la mort du compositeur, le 15 novembre 1924 aux Concerts Colonne à Paris, sous la direction de Gabriel Pierné, d'après la réduction pour piano composée par Debussy fin 1912. Quant au ballet, il ne fut créé que le 26 mars 1947 à l'Opéra-Comique. 
Une transcription pour deux pianos fut effectuée par Lucien Garban en 1918.

## Argument
Khamma est une jeune vierge de Thèbes désignée par le Grand Prêtre pour implorer le dieu Amon-Râ de sauver la ville menacée par des envahisseurs.

## Scénario
Prélude (comme un lointain tumulte).
Scène 1. Le temple intérieur du Grand-Dieu Amun-Ra. La statue du dieu, taillée dans de la pierre noire – énorme – est impassible. L’après-midi est avancée. À travers les fenêtres on aperçoit les lueurs étincelantes d’un coucher de soleil orageux. La ville est assiégée. Le Grand-Prêtre entre et demeure un court instant à côté de la statue. Les adorateurs étendent leurs offrandes. Le Grand-Prêtre, les bras levés en un geste suppliant vers le Grand-Dieu, se retourne vers lui. Prière pour obtenir le salut de la ville. À la fin de la prière, le Grand-Prêtre attend anxieusement un signe du Dieu ; mais hélas ! aucun ne se manifeste. Il fait signe à la foule de se retirer. Le Grand-Prêtre sort par une plus petite porte, mais voilà qu’au moment où il va franchir le seuil, une idée lui vient, une lueur d’espérance jaillit sur son visage ; il semble deviner le secret de la victoire et sort rapidement.
Scène 2. La grande porte s’ouvre et une légère forme voilée est doucement poussée dans le Temple par le Grand-Prêtre. Khamma, car c’est elle, cherche à s’enfuir. La peur de Khamma. Un doux clair de lune pénètre dans le Temple. Khamma s’avance lentement vers la statue aux pieds de laquelle elle se prosterne. Khamma se relève et elle commence les danses destinées à sauver la patrie.
Soudain, Khamma remarque un étrange et léger balancement à la surface de la tête et des épaules de la massive statue de pierre. Et voilà que, lentement, les bras se sont soulevés des genoux juste assez pour que la paume des mains soit tournée vers le haut. Alors, soulagée de toute contrainte, Khamma danse, ivre de joie, d’amour et de dévotion. Un terrible éclair éclate ; le tonnerre gronde. Khamma meurt.
Scène 3. C’est l’aube froide et grise du matin qui lentement devient rose. Au loin on entend, se rapprochant peu à peu, des acclamations et des cris de victoires. La porte du Temple s’ouvre, le Grand-Prêtre entre suivi des porteurs de palmes et de fleurs. Le Grand-Prêtre et la foule aperçoivent le corps de Khamma. Le Grand-Prêtre bénit le corps de Khamma.

## Instrumentation
| Instrumentation de Khamma                                                                                        |
| Cordes |
| premiers violons, seconds violons, altos, violoncelles, contrebasses, 2 harpes                                   |
| Bois |
| 3 flûtes, piccolo, 3 hautbois, cor anglais, 3 clarinettes en si bémol, clarinette basse, 3 bassons, contrebasson |
| Cuivres |
| 4 cors, 3 trompettes en ut, 3 trombones, tuba                                                                    |
| Percussions |
| timbales, grosse caisse, cymbales, cymbales antiques, triangle, tam-tam, jeu de timbre, gong, piano, célesta     |

## Représentations
- Théâtre national de l'Opéra-Comique : création le 26 mars 1947, avec Geneviève Kergrist (Khamma), Michel Gevel (l'Esprit d'Amun-Râ), Dany Markel (le Grand-Prêtre), le ballet de l'Opéra-Comique, chorégraphie de Jean-Jacques Etchevery, décor et costumes de Luc-Albert Moreau, orchestre dirigé par Gustave Cloëz. Cette création sera suivie de 21 représentations de 1947 à 1950, le rôle du Grand Prêtre étant repris par Jacques Chazot[3].
- Indianapolis Butler University : 24 avril 1982 (première aux États-Unis), The Butler Ballet, Orchestre symphonique d'Indianapolis dirigé par Raymond Harvey[4],[5].
- La Scala de Milan : « Hommage à Claude Debussy » (La Cathédrale engloutie – L’après-midi d’un faune – Khamma – La Mer), 8 mai 1986. Ballet de Milan, chorégraphie de Uwe Scholz, décors et costumes de rosalie, orchestre dirigé par Michiyoshi Inoue[6].

## Enregistrements

### Version orchestrale
- Ernest Ansermet, Orchestre de la Suisse Romande (Decca, 1965)
- Louis de Froment, Orchestre de Radio-Luxembourg (Vox, 1973)
- Jean Martinon, Orchestre National de l’ORTF (EMI, 1974)
- James Conlon, Orchestre Philharmonique de Rotterdam (Erato, 1987)
- Ernest Bour, SWF Sinfonie Orchester (Astrée Auvidis, 1991)
- Jukka-Pekka Saraste, Orchestre de la Radio finlandaise (Virgin, 1993)
- Yan Pascal Tortelier, Orchestre d’Ulster (Chandos, 1995)
- Riccardo Chailly, Royal Concertgebouw Orchestra (Decca, 1995)
- Jun Märkl, Orchestre National de Lyon (Naxos, 2009)
- Heinz Holliger, RSO Stuttgart (Hänssler, 2012)
- Lan Shui, Orchestre Symphonique de Singapour (Bis, 2016)

### Version pour piano de 1912
- Martin Jones (Nimbus, 1988)
- Jean-Efflam Bavouzet (Chandos, 2009)
- Michael Korstick (Hänssler, 2011)
- Christopher Devine (Piano Classics, 2017)
- Takayuki Ito (avec le texte du scénario dit par Frédéric Longbois) (Pierre Vérany, 2019)

### Transcription pour piano à quatre mains de Lucien Garban (1918)
- Julian Jacobson et Mariko Brown (Somm Recordings, 2017)